# شيمانتو (كوتشي)
مدينة شيمانتو (بالإنجليزية: Shimanto)‏ هي أحد المدن التابعة لمحافظة كوتشي. تأسست رسميًا في 10/04/2005. ويقدر عدد سكانها بـ 37182 نسمة حسب تقدير مكتب الإحصاء الياباني لعام 2012. تبلغ مساحة شيمانتو 632.42 كم2. بكثافة سكانية تبلغ 58.8 نسمة/كم2.

## المناخ
يظهر الجدول التالي التغييرات المناخية على مدار السنة لشيمانتو:
| البيانات المناخية لـشيمانتو         | البيانات المناخية لـشيمانتو | البيانات المناخية لـشيمانتو | البيانات المناخية لـشيمانتو | البيانات المناخية لـشيمانتو | البيانات المناخية لـشيمانتو | البيانات المناخية لـشيمانتو | البيانات المناخية لـشيمانتو | البيانات المناخية لـشيمانتو | البيانات المناخية لـشيمانتو | البيانات المناخية لـشيمانتو | البيانات المناخية لـشيمانتو | البيانات المناخية لـشيمانتو | البيانات المناخية لـشيمانتو |
| الشهر                               | يناير                       | فبراير                      | مارس                        | أبريل                       | مايو                        | يونيو                       | يوليو                       | أغسطس                       | سبتمبر                      | أكتوبر                      | نوفمبر                      | ديسمبر                      | المعدل السنوي               |
| ----------------------------------- | --------------------------- | --------------------------- | --------------------------- | --------------------------- | --------------------------- | --------------------------- | --------------------------- | --------------------------- | --------------------------- | --------------------------- | --------------------------- | --------------------------- | --------------------------- |
| متوسط درجة الحرارة الكبرى °م (°ف)   | 11.4 (52.5)                 | 12.8 (55.0)                 | 15.9 (60.6)                 | 20.9 (69.6)                 | 24.6 (76.3)                 | 27.1 (80.8)                 | 31.2 (88.2)                 | 32.1 (89.8)                 | 29.2 (84.6)                 | 24.4 (75.9)                 | 19.1 (66.4)                 | 14.0 (57.2)                 | 21.9 (71.4)                 |
| المتوسط اليومي °م (°ف)              | 5.8 (42.4)                  | 7.0 (44.6)                  | 10.2 (50.4)                 | 15.1 (59.2)                 | 19.1 (66.4)                 | 22.4 (72.3)                 | 26.4 (79.5)                 | 26.9 (80.4)                 | 23.9 (75.0)                 | 18.3 (64.9)                 | 12.9 (55.2)                 | 7.7 (45.9)                  | 16.3 (61.4)                 |
| متوسط درجة الحرارة الصغرى °م (°ف)   | 0.6 (33.1)                  | 1.6 (34.9)                  | 4.7 (40.5)                  | 9.4 (48.9)                  | 14.1 (57.4)                 | 18.4 (65.1)                 | 22.6 (72.7)                 | 23.1 (73.6)                 | 19.9 (67.8)                 | 13.5 (56.3)                 | 7.7 (45.9)                  | 2.4 (36.3)                  | 11.5 (52.7)                 |
| الهطول مم (إنش)                     | 86.4 (3.40)                 | 114.0 (4.49)                | 196.5 (7.74)                | 220.9 (8.70)                | 260.0 (10.24)               | 352.0 (13.86)               | 284.8 (11.21)               | 329.2 (12.96)               | 417.2 (16.43)               | 203.6 (8.02)                | 131.9 (5.19)                | 72.7 (2.86)                 | 2٬669٫2 (105.1)             |
| ساعات سطوع الشمس الشهرية            | 158.1                       | 160.2                       | 175.5                       | 186.1                       | 178.6                       | 135.4                       | 185.9                       | 199.2                       | 159.3                       | 174.1                       | 160.3                       | 166.3                       | 2٬039                       |
| المصدر: Japan Meteorological Agency |                             |                             |                             |                             |                             |                             |                             |                             |                             |                             |                             |                             |                             |

## توأمة
لشيمانتو (كوتشي) اتفاقيات توأمة مع كل من:
- تشنغتشو
- سوكومو
- توساشيميزو
- كوروشيو
- ميهارا [الإنجليزية]‏
- هيراكاتا
- بيتسوكاي [الإنجليزية]‏
- Shionoe, Kagawa [الإنجليزية]‏
- ناغو